# Margaret Maass
Margaret Maass (conocida como Peggy Maass; Scotch Plains, 17 de noviembre de 1959) es una deportista estadounidense que compitió en ciclismo en la modalidad de pista. Ganó una medalla de bronce en el Campeonato Mundial de Ciclismo en Pista de 1985, en la prueba de persecución individual.

## Medallero internacional
| Campeonato Mundial | Campeonato Mundial | Campeonato Mundial | Campeonato Mundial     |
| Año                | Lugar              | Medalla            | Competición            |
| ------------------ | ------------------ | ------------------ | ---------------------- |
| 1985               | Bassano (Italia)   | Medalla de bronce  | Persecución individual |